# Paguinapua incana
Paguinapua incana är en insektsart som beskrevs av Young 1986. Paguinapua incana ingår i släktet Paguinapua och familjen dvärgstritar. Inga underarter finns listade i Catalogue of Life.